# Mordecai Brown
Mordecai Peter Centennial Brown (Nyesville, Indiana, 19 de octubre de 1876-Terre Haute, Indiana, 14 de febrero de 1948), más conocido como Mordecai Brown, fue un jugador profesional estadounidense de béisbol que se desempeñó en la posición de lanzador en las Grandes Ligas de Béisbol (MLB). Es miembro del Salón de la Fama del Béisbol.

## Carrera
Brown jugó como profesional una temporada en St. Louis Cardinals (1903), después pasó por varios equipos, Chicago Cubs (1904-1912), Cincinnati Reds (1913), St. Louis Terriers (1914), Brooklyn Tip-Tops (1914), Chicago Whales (1915), y finalmente, regresó a Chicago Cubs, donde jugó una temporada (1916), y fue el equipo en el que se retiró.

## Reconocimiento
En 1949, ingresó como miembro al Salón de la Fama del Béisbol.